# Стивън Фърст
Стивън Фърст (на английски: Stephen Furst) е американски актьор и режисьор, роден на 8 май 1954 г. в Норфолк, Вирджиния. Той участва в телевизионните сериали Вавилон 5, „St. Elsewhere“, Смешно отделение, Болница Чикаго Хоуп и Макгайвър, както и във филмите „Животинска къща“ и „В затруднение“. Фърст режисира редица епизоди на „Вавилон 5“ и продължението му „Кръстоносен поход“.

## Избрана филмография
- „Животинска къща“ (1978)
- „В затруднение“ (1984)
- „Макгайвър“ (1989)
- „Вавилон 5“ (1994 – 1998)
- „Мелроуз Плейс“ (1995)
- „Болница Чикаго Хоуп“ (1995)
- „Диагноза убийство“ (1996)
- „Вавилон 5: Трето пространство“ (1998)
- „Тя, шпионинът“ (2002)
- „Смешно отделение“ (2002)